# African Football League
Die African Football League, eingeführt als Africa Super League, ist ein kontinentaler Klubfußball-Wettbewerb, der von der CAF veranstaltet wird. Dieser wurde am 28. November 2019 von Gianni Infantino, dem Präsidenten der FIFA, angekündigt und im Juli 2021 von der CAF bestätigt. Die offizielle Gründung erfolgte am 10. August 2022.
Die erste Ausgabe des Wettbewerbs wurde im Oktober 2023 ausgetragen. An dem ersten Wettbewerb nahmen die acht besten afrikanischen Klubmannschaften teil. Erster Sieger waren die Mamelodi Sundowns aus Südafrika.
2024 wurde keine Saison ausgespielt. Eine Austragung im Jahr 2025 ist bisher nicht bestätigt.

## Geschichte
Gianni Infantino rief das Turnier während eines Besuchs in der Demokratischen Republik Kongo anlässlich des 80-jährigen Bestehens von Tout Puissant Mazembe ins Leben. Er sagte, die 20 besten Vereine Afrikas sollten ausgewählt werden und an einer afrikanischen Liga teilnehmen und dass diese Liga Einnahmen in Höhe von 200 Millionen Dollar generieren soll. Am 17. Juli 2021 bestätigte der Präsident der CAF, Patrice Motsepe, die Umsetzung des Projekts der Africa Super League als neues Turnier unter dem Dach der CAF, das den teilnehmenden Mannschaften große finanzielle Vorteile bringen soll. Die Etablierung des neuen Wettbewerbs wurde von allen Verbänden der CAF genehmigt.
Berichten zufolge sollten ursprünglich 24 Vereine in drei Gruppen zu je acht Mannschaften antreten, bevor ab dem Achtelfinale eine K.o.-Phase beginnt. Diese Mannschaften werden aus den besten afrikanischen Vereinen der letzten Jahre zusammengestellt, wobei die Gruppen auf regionaler Basis (Nord, Zentral/West, Süd/Ost) gespielt werden. Alle Teilnehmer müssen im Rahmen ihrer Vereinslizenz eine eigene Jugendakademie und eine Frauenmannschaft haben. Der Wettbewerb soll privat finanziert werden und die Mitgliedsverbände der CAF werden Solidaritätszahlungen erhalten. Die Africa Super League ist als ein neuer komplementärer Vereinswettbewerb konzipiert und das Turnier soll keinen geschlossenen Kreis an Teilnehmern aufweisen. Stattdessen soll das Turnier Auf- und Abstieg enthalten.
Im Februar 2023 wurde bekannt, dass die Anzahl der teilnehmenden Mannschaften erheblich reduziert werden soll und nur noch acht Mannschaften für die erste Ausgabe umfasst. Diese soll als eine Art Pilot dienen und bei der nächsten Ausgabe auf die volle Teilnehmerzahl aufgestockt werden. Das erste Turnier wurde von den Mamelodi Sundowns aus Südafrika gewonnen.

## Probleme und Kritik
An dem Projekt wurden unrealistische Erwartungen hinsichtlich der finanziellen Einkünfte kritisiert. Die bestehenden kontinentale Turniere in Afrika würden unter der schlechten Infrastruktur, hohen Reisekosten für Fans und Teams sowie der Bürokratie leiden, welche nicht automatisch durch einen neuen Wettbewerb gelöst würden. Es bestehen bereits große finanzielle Unterschiede zwischen den Top-Mannschaften in Nordafrika und in Südafrika und dem Rest des Kontinents, welche durch den neuen Wettbewerb verschärft, werden könnten. Fraglich ist auch, ob der Wettbewerb das Interesse der Öffentlichkeit wecken kann. Daneben ist der Einfluss des neuen Wettbewerbs auf bestehende CAF-Turniere wie die CAF Champions League und den CAF Confederation Cup und die nationalen Ligen nicht geklärt.

## Turnier 2023

### Teilnehmer
In der ersten Saison waren folgende acht Teams dabei:
- Simba SC, Tansania
- Al Ahly SC, Ägypten
- Atlético Petróleos de Luanda, Angola
- Mamelodi Sundowns, Südafrika
- Tout Puissant Mazembe, DR Kongo
- Espérance Tunis, Tunesien
- Enyimba FC, Nigeria
- Wydad Casablanca, Marokko

### Finale
| Sieger            | Ergebnis  | Finalist         |
| ----------------- | --------- | ---------------- |
| Mamelodi Sundowns | 1:2 / 2:0 | Wydad Casablanca |